# Herdmania momus
Herdmania momus är en sjöpungsart som först beskrevs av Savigny 1816.  Herdmania momus ingår i släktet Herdmania och familjen lädermantlade sjöpungar. Inga underarter finns listade i Catalogue of Life.